# Tobias Linderoth
Tobias Linderoth (Marseille, Franciaország, 1979. április 21. –) svéd válogatott labdarúgó, edző.

## Pályafutása

### Játékosként

#### Klubcsapatokban
Linderoth Franciaországban, Marseille városában született 1979-ben, de svéd állampolgár. Ifjúsági játékosként megfordult a holland Feyenoord akadémiáján is, majd a felnőtt pályafutását a hazájában kezdte meg a Hässleholm csapatánál. 2001-ben az angol Premier League-ben szereplő Everton szerződtette, ahol sokszor volt sérült. Egyetlen gólját utolsó szezonjában, a 2003–04-esben szerezte a Charlton Athletic ellen a ligakupában.
2004. nyarán csatlakozott a dán Københavnhoz. Három idényen keresztül alapembere volt a klubnak és kapitánya volt annak a keretnek, amely két dán bajnoki címet nyert és bejutott a Bajnokok Ligája csoportkörébe is. 
2007. június 12-én három évre aláírt a török Galatasaray csapatához és a 6-os mezszámot kapta meg. 2010. január 22-én, idő előtt felbontották a kontraktusát. 
2010. november 22-én bejelentette, hogy végleg felhagy a profi labdarúgással.

#### A válogatottban
A svéd válogatottban 1999 óta szerepelt és csapatkapitány-helyettes is volt. Ott volt a 2004-es és 2008-as Európa-bajnokságon, valamint a 2002-es és a 2006-os világbajnokságon. 
2008. május 26-án megszerezte második nemzeti gólját, amely az egyetlen volt a Szlovénia elleni felkészülési tornán.
2008. szeptember 6-án a 2010-es világbajnokság kvalifikációs körében Albánia ellen megsérült és a 6. percben le kellett cseréni. Ez volt az utolsó válogatott mérkőzése.

### Edzőként
Visszavonulása után edzőként kezdett el dolgozni korábbi klubjánál, a IF Elfsborg utánpótlásában. 2020. november 18-án a svéd harmadosztályú Skövde AIK bejelentette, hogy a 2021–22-es kiírástól Linderoth fogja irányítani a csapatot.

## Statisztikái

### Klubcsapatokban
| Klub             | Szezon           | Liga  | Liga | Kupa  | Kupa | Európa | Európa | Összesen | Összesen |
| Klub             | Szezon           | Mérk. | Gól  | Mérk. | Gól  | Mérk.  | Gól    | Mérk.    | Gól      |
| ---------------- | ---------------- | ----- | ---- | ----- | ---- | ------ | ------ | -------- | -------- |
| Hässleholm       | 1995             | 7     | 0    |       |      | —      | —      | 7        | 0        |
| Hässleholm       | Összesen         | 7     | 0    |       |      | —      | —      | 7        | 0        |
| Elfsborg         | 1996             | 10    | 0    |       |      | —      | —      | 10       | 0        |
| Elfsborg         | 1997             | 25    | 1    |       |      | —      | —      | 25       | 1        |
| Elfsborg         | 1998             | 22    | 3    |       |      | —      | —      | 22       | 3        |
| Elfsborg         | Összesen         | 57    | 4    | 0     | 0    | —      | —      | 57       | 4        |
| Stabæk           | 1999             | 23    | 3    | 3     | 0    | 2      | 0      | 28       | 3        |
| Stabæk           | 2000             | 24    | 4    | 0     | 0    | 3      | 1      | 27       | 5        |
| Stabæk           | 2001             | 21    | 2    | 3     | 0    | —      | —      | 24       | 2        |
| Stabæk           | Összesen         | 68    | 9    | 6     | 0    | 5      | 1      | 79       | 10       |
| Everton          | 2001–02          | 8     | 0    | 3     | 0    | —      | —      | 11       | 0        |
| Everton          | 2002–03          | 5     | 0    | 1     | 0    | —      | —      | 6        | 0        |
| Everton          | 2003–04          | 27    | 0    | 2     | 1    | —      | —      | 29       | 1        |
| Everton          | Összesen         | 40    | 0    | 6     | 1    | —      | —      | 46       | 1        |
| København        | 2004–05          | 29    | 0    | 4     | 0    | 0      | 0      | 33       | 0        |
| København        | 2005–06          | 29    | 1    | 2     | 0    | 4      | 0      | 35       | 1        |
| København        | 2006–07          | 24    | 3    | 3     | 0    | 10     | 1      | 37       | 4        |
| København        | Összesen         | 82    | 4    | 9     | 0    | 14     | 1      | 105      | 5        |
| Galatasaray      | 2007–08          | 7     | 0    | 0     | 0    | 5      | 1      | 12       | 1        |
| Galatasaray      | 2008–09          | 2     | 0    | 0     | 0    | 1      | 0      | 3        | 0        |
| Galatasaray      | 2009–10          | 4     | 0    | 3     | 0    | 3      | 0      | 10       | 0        |
| Galatasaray      | Összesen         | 13    | 0    | 3     | 0    | 9      | 1      | 25       | 1        |
| Karrier összesen | Karrier összesen | 267   | 17   | 24    | 1    | 28     | 3      | 319      | 21       |

### A válogatottban
| Nemzet     | Év        | Mérkőzés | Gól |
| ---------- | --------- | -------- | --- |
| Svédország | 1999      | 1        | 0   |
| Svédország | 2000      | 2        | 0   |
| Svédország | 2001      | 13       | 1   |
| Svédország | 2002      | 12       | 0   |
| Svédország | 2003      | 3        | 0   |
| Svédország | 2004      | 14       | 0   |
| Svédország | 2005      | 10       | 0   |
| Svédország | 2006      | 11       | 0   |
| Svédország | 2007      | 7        | 0   |
| Svédország | 2008      | 3        | 1   |
| Összesenl  | Összesenl | 76       | 2   |